# Mala sela, Litija
Mala sela este o localitate din comuna Litija, Slovenia, cu o populație de 26 de locuitori.